# Zeto Software
Zeto Software Sp. z o.o. (dawniej Zakład Elektronicznej Techniki Obliczeniowej w Olsztynie, ZETO Olsztyn) – przedsiębiorstwo informatyczne z siedzibą w Olsztynie powstałe w 1971 roku, przez 20 lat funkcjonowało jako przedsiębiorstwo państwowe.
W 1991 roku, w wyniku prywatyzacji przedsiębiorstwo zostało przekształcone w spółkę z o.o. W 2014 r. dokonano zmiany nazwy spółki na Zeto Software Sp. z o.o. Przedsiębiorstwo zatrudnia ponad 100 pracowników; wartość majątku trwałego wynosi około 8 mln zł.
Przedsiębiorstwo ma siedzibę w dawnym budynku Banku Olsztyńskiego przy ul. Pieniężnego 6/7 w Olsztynie.
Zeto Software jest jednym z największych samodzielnych przedsiębiorstw informatycznych w północno-wschodnim regionie Polski, z przychodami za 2013 rok ponad 26 mln zł.
Zeto Software Sp. z o.o. jest członkiem Polskiej Izby Informatyki i Telekomunikacji (pod numerem 32). Posiada certyfikaty jakości ISO 9001:2008 i ISO 27001:2005.

## Produkty
Do produktów sprzedawanych przez Zeto Software należą:
- Ogólnopolski[a] System Automatycznej Oceny Hodowlanej Krów SYMLEK[4]
- System PUMA – do obsługi mieszkańców przez jednostki samorządu terytorialnego,
- Systemem SERWAL – do obsługi płatności elektronicznych oraz powiadamiania i ankietowania mieszkańców,
- System iPowerLink – do optymalizacji zużycia energii elektrycznej i gazu,
- System IRBIS – do elektronicznej obsługi dokumentacji administracji samorządowej,
- System OBORA – dla hodowców bydła mlecznego, a także mięsnego.
- Docs4Mobi – system udostępniania dokumentacji technicznej na urządzenia mobilne.

## Nagrody i wyróżnienia
- Za system Symlek przedsiębiorstwo otrzymało nagrodę ministra rolnictwa I stopnia (1977 rok, min. Kazimierz Barcikowski)[2].